# Слабошпицький Мирослав Михайлович
Миросла́в Миха́йлович Слабошпи́цький (* 17 жовтня 1974, Київ) — український кінорежисер.

## Біографія

### Ранні роки
Народився в Києві 17 жовтня 1974 в сім'ї українського письменника та літературознавця Михайла Федотовича Слабошпицького. Відразу після народження родина переїхала у Львів і там Слабошпицький прожив до 1982 року. У 1982 році родина переїхала назад в Київ, де Слабошпицький закінчив середню школу, а згодом й університет - Київський національний університет театру, кіно і телебачення імені Івана Карпенка-Карого за фахом «режисер кіно і телебачення».
Після закінчення університету працював у Києві репортером кримінальної хроніки, писав сценарії для кіно та телебачення. Один із них, написаний у співавторстві з Олегом Ремпінським  — «Чорнобильський Робінзон» — у 2001 став дипломантом першого Всеукраїнського конкурсу сценаріїв «Коронація слова».
На початку 1990-х працював на Національній кіностудії ім. О.Довженка. У 2000 році став членом Національної спілки кінематографістів України. У ? році став віце-президентом Асоціації молодих кінематографістів України.

### Переїзд в Росію
У 2002 році через конфлікт з головою Державної служби кінематографії Ганною Чміль виїхав у Росію до Санкт-Петербургу, де почав працювати сценаристом та другим режисером над низкою проєктів. Працював на санкт-петербурзькій кіностудії Ленфільм, зокрема над серіалом «Загін» з Ігорем Ліфановим тощо. В інтерв'ю українському виданні "Сумно" Слабошпицький повідомляв що у 2009 він ще й досі проживав в Росії, адже "повернутися в Україну [йому] заважає відсутність перспективи".
Паралельно з роботою на санкт-петербурзькій кіностудії Ленфільм, Слабошпицький починає працювати на власними авторськими короткометражками. Так дебютна короткометражка  «Жах» (в російському прокаті йшла під назвою «Інцидент»), мала прем'єру на київському кінофестивалі «Молодість» у 2006 році та брала участь у конкурсних програмах 27 фестивалів в 17 країнах світу (Бельгія, Іспанія, Італія, Британія, Парагвай, Греція, Чехія, Угорщина, Румунія, Сербія, Росія тощо) й отримала приз на кінофестивалі в Альгарві (Португалія). У лютому 2009 року вийшов другий короткометражний фільм Слабошпицького «Діагноз» й відразу потрапив у конкурс Берлінського кінофестивалю, ставши першим українським фільмом на Берлінале після семи років відсутності українських фільмів на цьому кінофестивалі. У лютому 2010 року виходить ще одна короткометражна робота автора «Глухота» знята в рамках проєкту «Мудаки, Арабески» й також потрапляє в конкурсну програму Берлінале. У серпні 2012 року короткометражка Слабошпицького «Ядерні відходи», знята в рамках проєкту «Україно, goodbye!», здобула «Срібного леопарда» в конкурсній програмі «Леопард майбутнього» Міжнародного кінофестивалю в Локарно.

### Повернення в Україну
З Росії в Україну Слабошпицький разом з дружиною-росіянкою Єлєною повернувся лише у 2014 році після початку Російсько-української війни 2014 року. Після повернення в Україну Слабошпицький отримує широке визнання як новатор-режисер, після виходу його першої повнометражної стрічки "Плем'я". У серпні 2014 року повнометражний фільм «Плем'я» бере участь у конкурсній програмі «Тиждень критики» «Канського кінофестивалю» і отримує одразу три нагороди — приз фонду Ган, приз «Одкровення» (Prix de la révélation) та Гран-прі. Таким чином, фільм став єдиним, який за 53-річну історію «Тижня критики» отримав таку кількість нагород. За постановку фільму режисер був нагороджений Державною премією України імені Олександра Довженка.
У грудні 2016 року Слабошпицький став членом Комітету з Національної премії України імені Тараса Шевченка .
У жовтні 2018 року стало відомо, що Слабошпицький стане режисером фільму "Тигр" за романом Джона Вейлента. У 2010 році права на екранізацію книги придбала компанія Focus. Очікувалося, що режисером стрічки стане Даррен Аранофскі, а головну роль у ній зіграє Бред Пітт. Утім, стало відомо, що фільм зніме український режисер Мирослав Слабошпицький, а компанії Protozoa Даррена Аранофські та Plan B Бреда Пітта й Діда Гарднера спродюсують стрічку. 

## Особисте життя
У 2000 році, ще за два роки до конфлікту Мирослава Слабошпицького з головою Держкіно Ганною Чміль, що спонукав режисера переїхати у Росію до Санкт-Петербурга, він одружився та проживав у Києві з росіянкою-петербуржкою Єленою Слабошпицькою (до шлюбу ?).
З Єленою Слабошпицький познайомилися у 2000 році на кінофестивалі «Молодість», де Мирослава та Єлену познайомив куратор фестивалю Андрій Халпахчі. На «Молодість» Єлена приїхала робити репортаж про фестиваль для власної програми «Кінотрек» на російському регіональному каналі Санкт-Петербургу NBN. Згодом вони почали їздити одне до одного — то Мирослав в Санкт-Петербург, то Єлена в Київ і згодом пара зблизилася і того ж року одружилася.
Був близьким другом сучасного українського письменника Олеся Ульяненка.[джерело?]

## Громадська позиція
У 2018 підтримав звернення Європейської кіноакадемії на захист ув'язненого у Росії українського режисера Олега Сенцова

## Фільмографія
Як асистент режисера
- 2007: «Преступление и наказание» (укр. Злочин та кара), міні-серіал для ТБ (асистент режисера)

Як режисер
Повнометражні фільми:
- 2014: «Плем'я», кінострічка (режисер, автор сценарію)
- 2019: «Люксембург», кінострічка (режисер, автор сценарію)
- TBA: «Тигри», кінострічка (режисер, автор сценарію)

Короткометражні фільми:
- 1995: «Сторож», короткометражка (режисер, сценарист)
- 2006: «Жах», короткометражка (режисер, продюсер)
- 2009: «Діагноз», короткометражка (режисер, автор сценарію і продюсер)
- 2010: проєкт «Мудаки. Арабески» (короткометражка «Глухота», режисер, автор сценарію)
- 2012: проєкт «Україно, goodbye!» (короткометражка «Ядерні відходи», режисер, автор сценарію)

Як актор
- 1995: «Сокира», короткометражка
- 1999: «Поет та княжна»
- 2016: «Моя бабуся Фані Каплан»
- 2019: «Поліна і таємниця кіностудії»